# ŽRK Budućnost Podgorica
Cet article traite de l'équipe féminine de handball. Pour les autres sports, voir Budućnost Podgorica.
Maillots
Actualités
Dernière mise à jour : 28 juillet 2024.
Le Ženski Rukometni Klub Budućnost Podgorica est un club féminin de handball de la ville de Podgorica au Monténégro.
Le club a successivement évolué en championnat de Yougoslavie jusqu'en 1992, de RF Yougoslavie puis de Serbie-et-Monténégro entre 1992 et 2006 et enfin du Monténégro depuis 2006. 
Depuis la fin des années 1980, le club domine nettement les compétitions nationales dans lesquelles il a successivement évolué, remportant sans discontinuer le titre depuis 1992 et les coupes nationales depuis 2005.
De plus, il est actuellement un des clubs les plus importants à l'échelon européen, remportant notamment la Ligue des champions en 2012 et en 2015.

## Palmarès
Les palmarès du club est :
Compétitions internationales
- Vainqueur de la Ligue des champions (2) : 2012 et 2015.
- Vainqueur de la Coupe des coupes (3) : 1985, 2006 et 2010.
- Vainqueur de la Coupe de l'EHF (1) : 1987

Compétitions régionales
- Vainqueur de la Ligue régionale des Balkans (8) : 2010, 2011, 2012, 2013, 2014, 2015, 2016 et 2019

Compétitions nationales
Championnats nationaux (35)
- Vainqueur du Championnat de Yougoslavie   (4) : 1985, 1989, 1990, 1992,
- Vainqueur du Championnat de RF Yougoslavie/Serbie-et-Monténégro  (14) : 1993, 1994, 1995, 1996, 1997, 1998, 1999, 2000, 2001, 2002, 2003, 2004, 2005, 2006
- Vainqueur du Championnat du Monténégro  (15) : 2007, 2008, 2009, 2010, 2011, 2012, 2013, 2014, 2015, 2016, 2017, 2018, 2019, 2021, 2022, 2023, 2024

Coupes nationales (29)
- Vainqueur de la Coupe de Yougoslavie  (2) : 1984, 1989
- Vainqueur de la Coupe de RF Yougoslavie/Serbie-et-Monténégro  (9) : 1995, 1996, 1997, 1998, 2000, 2001, 2002, 2005, 2006
- Vainqueur de la Coupe du Monténégro  (18) : 2007, 2008, 2009, 2010, 2011, 2012, 2013, 2014, 2015, 2016, 2017, 2018, 2019, 2020, 2021, 2022, 2023, 2024

### Distinctions
- élue équipe féminine de l'année au Monténégro par le Comité olympique monténégrin (9) : 1999, 2000, 2001, 2002, 2003, 2004, 2006, 2007, 2010

## Effectif actuel
L'effectif pour la saison 2024-25 est :
| Gardiennes de buts - 12 / Armelle Attingré - 16 Marija Marsenić Ailières gauches - 88 Nađa Kadović - 91 Ivona Pavićević - 00 Masa Kuzmanovic Ailières droites - 02 Anastasija Marsenić - 34 Dunja Radević - 37 Nina Bulatović Pivots - 11 Ivana Godeč - 13 Andrijana Popović | Arrières gauches - 44 Mari Plamenova Tomova - 80 Jelena Despotović Demi-centres - 08 Nikolina Marković Arrières droites - 09 Jelena Vukčević - 24 Tanja Ivanović |

### Staff technique
- Bojana Popović, entraineure
- Maja Savić, entraineure adjointe
- Novak Ristović, entraineur des gardiens
- Andrija Damjanović, kiné
- Mitar Vujović, kiné
- Radmila Petrović, présidente

### Joueuses historiques

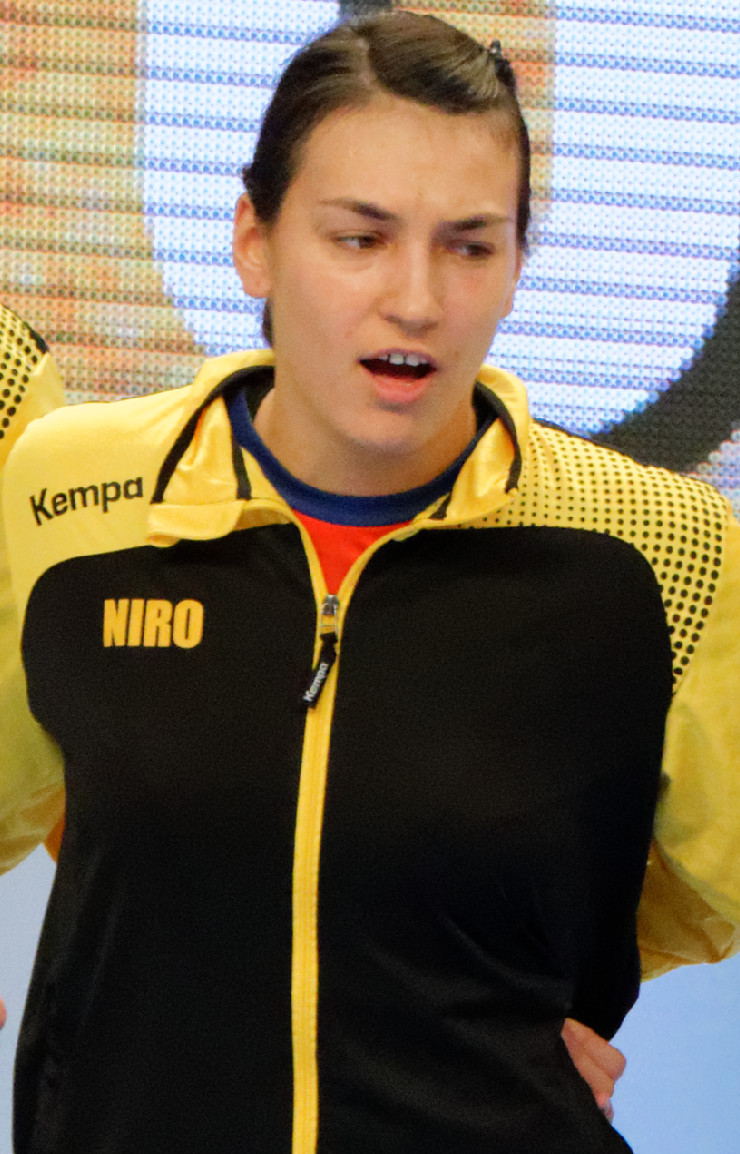
Cristina Neagu, élue meilleure joueuse du monde en 2010 et 2015, a évolué au club de 2013 à 2017.

Parmi les joueuses ayant évolué au club, on trouve
- Kinga Achruk (2013-2017)
- Natalia Anissimova (1992-1996)
- Svetlana Antić (1979-1990)
- Bárbara Arenhart (2020-2021)
- / Armelle Attingré (depuis 2020)
- Sonja Barjaktarović (2004-2012)
- Marta Batinović (2013-2018)
- Stanka Božović (1978-1986)
- Tatjana Brnović (2017-2022)
- Anđela Bulatović (2004-2013 et 2018-2019)
- Katarina Bulatović (2008-2012, 2014-2017 et 2018-2019)
- Maja Bulatović (1984-1994 et 1995-2004)
- Dragana Cvijić (2011-2017)
- Camilla Dalby (2013–2015)
- Snežana Damjanac (2001-2008)
- Elena Dmitrieva (2004-2007)
- Tatjana Dschandschgawa (1991-1992)
- Vesna Durković (1976-1996)
- Ana Ðokić (2009-2012)
- Dragica Đurić (1996-1997 et 2000-2002)
- Anica Đurović (1989-2004)
- Mirsada Ganić (1977-1992)
- Đurđina Jauković (2015-2020 et 2024-)
- Tatjana Jeraminok (1991-1997 et 1999-2005)
- Marija Jovanović (2006-2011)
- Sanja Jovović (1998-2003 et 2005-2008)
- Larissa Karlova (1989-1991)
- Sanela Knezović (2004-2007 et 2008-2011)
- Sandra Kolaković (1994-2002 et 2003-2005)
- Cristina Laslo (2017-2019)
- Suzana Lazović (2006-2016)
- Nina Getsko (1994-1998)
- Tanja Logvin (1996-1997)
- Katica Lješković (1977-1992)
- Monika Marzec (2003-2005)
- Majda Mehmedović (2005-2016 et 2019-2021)
- Cristina Neagu (2013-2017)
- Kalidiatou Niakaté (2023-2024)
- Dragica Orlandić (1990-2008)
- Zlata Paplacko (1999-2003)
- Zorica Pavićević (1984-1985 et 1989-1990)
- Radmila Petrović (2006-2016)
- Dragana Pešić (1984-1986)
- Allison Pineau (2020-2021)
- Matea Pletikosić (2015-2020 et 2021-2023)
- Bojana Popović (1998-2002 et 2010-2012)
- Izabela Puchacz (2003-2005)
- Jovanka Radičević (2004-2011 et 2019-2021)
- Ana Radović (2005-2012)
- Milena Raičević (2007-2021 et 2022-2023)
- Marina Rajčić (2009-2015 et 2018-2021)
- Ema Ramusović (2014-2021)
- Maja Savić (1990-2004 et 2011-2012)
- Olga Sekulić (1977-1989 et 1994-1995)
- Natalia Tsygankova (1990-1999)
- Ljiljana Vučević (1977-1988)
- Clara Woltering (2011-2015)
- Darly Zoqbi de Paula (2016-2019)